# Energetska skupnost
Energétska skúpnost (prej imenovana tudi Energetska skupnost Jugovzhodne Evrope ali Evropska energetska skupnost) je osnovana na pogodbi o energetski skupnosti, podpisani 1. julija 2006. Podpisnice pogodbe in s tem udeleženke prvotne Energetske skupnosti Jugovzhodne Evrope so: Evropska unija, Albanija, Bolgarija, Bosna in Hercegovina, Črna gora, Makedonija, Moldavija,   Romunija, Srbija in UNMIK, ki predstavlja Kosovo na osnovi resolucije Varnostnega sveta ZN št. 1244. S podpisom pogodbe so se države jugovzhodne Evrope obvezale, da ustanovijo skupni energetski trg za električno energijo in plin, ki bo povezan s trgi Evropske unije. 
Po določilih pogodbe bo delovanje trga skladno in povezano z delovanjem notranjega trga z električno energijo in notranjega trga z zemeljskim plinom v Evropski uniji. S tem pa bo skupno območje EU in ECSEE postalo največji povezani trg za električno energijo in zemeljski plin na svetu. Osnova za delovanje trga je že delujoče elektroenergetsko omrežje, ki ga sestavljajo celinsko omrežje UCTE in povezana omrežja Skandinavije (Nordpool) in Velike Britanije) ter evropsko omrežje plinovodov.
Vse države - članice EU imajo pravico, če izrazijo zanimanje, sodelovati v razpravah v vseh telesih Skupnosti. Dela Skupnosti se na tej osnovi udeležujejo Avstrija, Grčija, Italija, Madžarska in Slovenija.
Dela Skupnosti se kot opazovalke lahko udeležijo sosednje države, če jim status opazovalke odobri Ministrski svet Skupnosti. Od 17. novembra 2006 imajo status opazovalk: Norveška, Moldavija, Turčija in Ukrajina. Moldavija in Ukrajina ste se kasneje (2010) priključili skupnosti kot polnopravni članici.
Podpisnice Sporazuma o Energetski skupnosti so dolžne uskladiti svojo energetsko zakonodajo z zakonodajo EU na tem področju, kot je veljala ob podpisu (2006), torej vključno z drugim energijsko-okoljskim svežnjem; niso pa obvezane izpolnjevati zahtev tretjega energijsko-okoljskega svežnja iz leta 2009.
Podpisnice Sporazuma o energetski skupnosti:
| | |
| - Evropska unija (29 maj 2006) - Albanija (24 maj 2006) - Bosna in Hercegovina (20 september 2006) - Črna Gora (15 december 2006) - Makedonija (29 maj 2006) | - Srbija (9 avgust 2006) - Moldavija (17 marec 2010) - Ukrajina (15 december 2010) - Kosovo (23 december 2005) |